# Karl Rüdt von Collenberg-Bödigheim
Karl Rüdt von Collenberg-Bödigheim (* 14. April 1813 in Bödigheim; † 21. Januar 1891) war ein deutscher Jurist und badischer Politiker.

## Leben
Karl Rüdt von Collenberg entstammte dem gleichnamigen evangelischen Adelsgeschlecht Rüdt von Collenberg, welches bis 1806 im Ritterkanton Odenwald bei der Reichsritterschaft in Franken immatrikuliert war. Karls Vater Wilhelm Ludwig Freiherr Rüdt von Collenberg (1772–1830) war K.K. Kämmerer  und Großherzoglich Badischer Kammerherr, seine Mutter Marie (1772–1849) war eine in Bern geborene von Raetzer. Über seine beiden älteren Schwestern war  Karl Rüdt von Collenberg mit den Freiherren von Racknitz und den württembergischen Grafen von Graevenitz verschwägert.
Wie sein Vater wurde der Jurist Karl Rüdt von Collenberg Großherzoglich Badischer Kammerherr. Als Vertreter des grundherrlichen Adels unterhalb der Murg gehörte er von 1845 bis 1852 und erneut von 1865 bis 1887 der Ersten Kammer der Badischen Ständeversammlung an. Von 1871 bis 1879 war Rüdt von Collenberg 2. Vizepräsident der Ersten Kammer, von 1879 bis 1882 1. Vizepräsident der Ersten Kammer und von 1883 bis 1887 Präsident der Ersten Kammer. In den Jahren seiner parlamentarischen Betätigung hatte er seinen Wohnsitz in Karlsruhe.
Aus erster Ehe mit Maria Anna geborene Ganter (1822–1858) entstammte die Tochter Emma Helene Anna (1851–1914), welche mit dem Großherzoglich Badischen Kammerherrn und Unternehmer Wilhelm von Seldeneck, Herr auf Mühlburg, verheiratet war. Aus zweiter Ehe mit Anna Maria geborene Brück aus Alzey entstammte der 1873 in Karlsruhe geborene Sohn Carl Albrecht Wilhelm Freiherr Rüdt von Collenberg.